# Dziennik Polski (1849–1850)
Dziennik Polski – dziennik liberalno-demokratyczny ukazujący się w Poznaniu w latach 1849–1850.
Pierwszy numer wyszedł 7 czerwca 1849. Czasopismo pod redakcją Karola Libelta posiadało hasło programowe: Wolność, równość i braterstwo. Pismo wychodziło  w trudnym okresie, po upadku Wiosny Ludów, ale mimo to głosiło odważne tezy narodowe i wolnościowe. Podejmowało polemikę z przeciwnikami idei rewolucyjnych. Tak redagowane napotykało ostre reakcje władz pruskich i zostało ostatecznie zlikwidowane w 1850.